# St Agnes (Carrick, Cornovaglia)
St Agnes (in lingua cornica: Breanek; 2.800 ab. ca.) è una località balneare sull'Oceano Atlantico situata lungo la costa settentrionale della Cornovaglia (Inghilterra sud-occidentale). Dal punto di vista amministrativo, si tratta di una parrocchia civile del distretto di Carrick.
Un tempo la località, situata all'interno di un'area definita Area of Outstanding Natural Beauty ("area di eccezionale bellezza naturale"), era un importante centro minerario per l'estrazione dello stagno.

## Geografia fisica
St Agnes si trova tra Perranporth e Porthtowan (rispettivamente a sud della prima e a nord della seconda), a circa 20 km a sud/sud-ovest di Newquay. Nei dintorni di St Agnes, si trova il promontorio di St Agnes Head.

## Società

### Evoluzione demografica
Al censimento del 2001, Il villaggio principale contava una popolazione pari a 2.860 abitanti. Nel 2001, ne contava invece 2.769 mentre nel 1991 ne contava 2.899.

## Origini del nome
Il nome della località deriva da quello di Sant'Agnese.

## Cultura

### Media

#### Cinema e fiction
- St Agnes è stata una delle location della serie televisiva del 1975-1977 Poldark[8]

## Geografia antropica

### Suddivisioni amministrative della parrocchia civile di St Agnes

#### Villaggi[1][3]
- St Agnes
- Churchtown
- Mingoose
- Mithian
- Porthtowan
- Trevaunance Cove
- Towan Cross

## Economia

### Turismo
St Agnes è frequentata dagli amanti del windsurf.